# The Contractor (2022)
The Contractor ist ein US-amerikanischer Action-Thriller des schwedischen Regisseurs Tarik Saleh, der damit sein Regiedebüt eines englischsprachigen Films gab. Der Film wurde in den Vereinigten Staaten am 1. April 2022 veröffentlicht.

## Handlung
James Harper ist ein dekorierter Sergeant first class bei den Green Berets. Er verwendet illegale Steroide als Schmerzmittel zur Behandlung einer Knieverletzung und wird aufgrund dessen aus der Armee entlassen. Weil ihm dadurch sämtliche Sozialleistungen gestrichen werden, steht er vor dem finanziellen Ruin. Sein Kumpel Mike Hawkins gibt ihm den lukrativen Tipp, für ein privates Militärunternehmen zu arbeiten und bringt ihn mit dem Veteran Rusty Jennings zusammen, der ein solches Unternehmen führt. James erhält auch Angebote ähnlicher Firmen, fühlt sich aber weiterhin seinem Land verpflichtet. Nachdem ihm Mike erzählt, dass Rusty Aufträge für das Verteidigungsministerium ausführt, stimmt er dem zu und erhält als Vertrauensbeweis von Rusty einen Scheck über 50.000 Dollar.
Dieser Job führt James nach Berlin, wo er den Wissenschaftler Salim aus dem Nahen Osten überwachen soll. Nach Analyse der Daten kommt Rusty zu dem Schluss, dass Salim für al-Qaida eine Biologische Waffe entwickelt und erteilt dem Team den Auftrag, im Labor alle Forschungsdaten zu sichern und Salim zu liquidieren. Mike erteilt James diese Aufgabe. Der Wissenschaftler beteuert, dass er nur an einem Impfstoff arbeitet. James führt den Befehl durch, und sie setzen das Labor in Brand. Das Team wird auf dem Weg von der Polizei aufgehalten, und es kommt zu einem wilden Feuergefecht, bei der James nur den verwundeten Mike retten kann. Nachdem James Mikes Leben mit einer Bluttransfusion gerettet hat und Mike bereit ist wieder zurückzukehren, macht James sein Knie zu schaffen, und er benötigt nun weitere Zeit. Sie beschließen, dass Mike mit dem geretteten Laptop vorgehen soll und sie sich an einem verabredeten Ort treffen wollen. Später schafft es James in das verabredete Hotelzimmer, wo er frische Kleidung und eine Notiz findet, in der steht, dass Mike den Laptop übergeben hat. Er behandelt dort sein verletztes Knie und macht sich auf den Weg, um Kontakt zu Rusty aufzunehmen. Dieser teilt ihm mit, dass ein Auto auf ihn wartet, um ihn in Sicherheit zu bringen. Doch James spürt, dass etwas nicht stimmt, als Rusty ihm sagt, dass Mike es nie zurück geschafft hat, und in dem Moment beginnen mehrere Männer, das Feuer auf James zu eröffnen. Er kann flüchten und die Angreifer eliminieren. Dabei findet er heraus, dass sie ehemalige Marines waren. Bevor der letzte dieses Teams stirbt, gibt er James noch eine Information für ein Safe House, aber sagt ihm, dass er nie wieder nach Hause zurückkehren kann.
James kehrt zum Haus des Wissenschaftlers zurück und zwingt dessen Frau Sylvie, ihm Salims Computerdateien zu übergeben. Er erhält das iPad mit den Daten und macht sich auf den Weg zum Safe House. Dort trifft er auf Virgil, der ihn betäubt. James erwacht im Safe House, angeschlossen an medizinischen Geräten. Virgil kann ihn beruhigen und erklärt ihm, dass sein Knie infiziert war und er einen Kreuzbandriss erlitten hat. Auf dem iPad sieht James ein Video von Salim, in dem der Wissenschaftler erklärt, dass er an einem Impfstoff gegen das H5N1-Virus arbeitet, den er nicht an ein Pharmaunternehmen verkaufen möchte, sondern den jeder Mensch kostenlos erhalten können soll. Während sich James mit Virgil beim Essen unterhält, greift ein weiteres Team an und tötet Virgil. James gelingt die Flucht, und das angreifende Team stirbt in einer Gasexplosion.
Über Polen gelingt James die Rückkehr in die Vereinigten Staaten. Dort findet er heraus, dass Mike wieder bei seiner Familie lebt und stellt ihn zur Rede. Mike erzählt, dass auch er belogen wurde und glaubte, James sei gestorben. Rusty hat dafür James’ Familie mit 4 Millionen Dollar versorgt. Er rät James zu verschwinden, doch der kann seinen alten Freund überreden, sich an Rusty zu rächen. Mike fährt zu Rustys Firmengelände, wo er die Wachen überwältigt und James aus dem Kofferraum steigt. Während Mike von vorne angreift, schleicht sich James ins Haus und schafft es, Rusty zu töten, der zuvor aber auch Mike getroffen hatte. Im Auto erzählt der schwer verwundete Mike James seinen Wunsch, nicht im Schlaf sterben zu wollen, bevor er seinen Verletzungen erliegt. James steckt das Auto mit dem toten Mike an und kehrt zu seiner Familie zurück.

## Synchronisation
Die deutschsprachige Synchronisation entstand nach einem Dialogbuch von Pierre Peters-Arnolds, der auch die Dialogregie übernahm, im Auftrag der Cinephon in Berlin.
| Darsteller        | Synchronsprecher  | Rolle           |
| ----------------- | ----------------- | --------------- |
| Chris Pine        | Nico Sablik       | James Haper     |
| Gillian Jacobs    | Giuliana Jakobeit | Brianne Harper  |
| Eddie Marsan      | Lutz Schnell      | Virgil          |
| Kiefer Sutherland | Tobias Meister    | Rusty Jennings  |
| Florian Munteanu  |                   | Kauffman        |
| Nina Hoss         | Susanne Geier     | Katia           |
| Amira Casar       | Anna Grisebach    | Sylvie Mohsin   |
| Fares Fares       | Robert Glatzeder  | Salim Mohsin    |
| Ben Foster        | Martin Kautz      | Mike Hawkins    |
| Brian Lafontaine  | Marco Wittorf     | Captain         |
| George Piștereanu | David Nadvornik   | Carlos          |
| Tyner Rushing     | Wicki Kalaitzi    | Christine       |
| Tait Fletcher     |                   | Dalton          |
| JD Pardo          | Johann Fohl       | Eric            |
| Sander Thomas     | Mika Hinz         | Jack Harper     |
| Cory Scott Allen  | Dennis Herrmann   | Lt. Col. Robert |
| Nicolas Noblitt   | Pepe Zech         | Mike Jr.        |
| Dustin Lewis      | Klaus-Peter Grap  | Pastor          |
| Aristou Meehan    | Jonathan Hashemi  |                 |

## Produktion
Das Projekt wurde im Mai 2019 mit Chris Pine in der Hauptrolle angekündigt. Drehbeginn war im Oktober 2019 in den USA, unter anderem in Fort Bragg. Anschließend wurde in Deutschland gedreht und zum Schluss für rund acht Wochen bis zum Jahresende in Rumänien.
Produziert wurde der Film von Basil Iwanyk und Erica Lee im Auftrag für Thunder Roady Films mit Esther Hornstein als Co-Produzentin. Dan Friedkin, Micah Green, und Dan Steinman von der Produktionsfirma 30WEST sowie Chris Pine, Jonathan Fuhrman, Tom Lassally und Josh Bratman agieren als ausführende Produzenten.

## Veröffentlichung
Der Film sollte ursprünglich im Dezember 2021 veröffentlicht werden, das wurde jedoch zunächst auf März 2022 verschoben. Kinostart war in den USA am 1. April 2022. In Deutschland war der Kinostart am 14. April 2022.
Paramount+ sicherte sich die Streaming-Rechte und veröffentlichte The Contractor zeitgleich zum Kinostart in den USA. Später erwarb auch Prime Video die Rechte und nahm den Film in ausgewählten Ländern in ihr Programm auf.

## Rezeption
Beim Bewertungsportal Rotten Tomatoes erhielt der Film eine Bewertung von durchschnittlich 5,5 von 10 Punkten und eine Zustimmung von 44 %, basierend auf 88 Bewertungen.
Auch bei Metacritic fiel die Kritik gemischt aus. So gab es von 100 Punkten einen Durchschnitt von 52 Punkten auf Basis von 19 Kritiken.
Die Cheffilmkritikerin der The New York Times, Manohla Dargis, schreibt in ihrer Rezension, dass sich The Contractor nach der ruhigen Einführung des Protagonisten in einen straffen Thriller verwandelt. Die zweite Hälfte des Films zeigte Regisseur Salehs Fähigkeit, gewalttätige Szenen fließend zu inszenieren. Der kurze Auftritt von Nina Hoss versprühe einen Hauch von Glamour. Chris Pine und Ben Foster harmonierten gut zusammen, doch die Dialoge scheiterten ein wenig.
Die Redaktion von Filmstarts meint, dass es für einen Actionfilm nicht selbstverständlich sei, wie viel Zeit sich Regisseur Tarik Saleh nähme, um den Konflikt, den der Protagonist mit sich führt, zu zeigen. Die Besetzung von Pine sei stark, weil er die Rolle glaubhaft und unaufdringlich darstellt. Die anderen Darsteller hingegen würde eher blass erscheinen. Als Fazit heißt es, dass The Contractor ein schlichter, aber angenehm geradlinig-geerdeter Action-Thriller mit über dem Genre-Durchschnitt agierenden Chris Pine sei.
Doris Kuhn schreibt für die Süddeutsche Zeitung, dass man bei diesem Genre erstmal erwarten würde Geballer zu sehen, man hingegen jedoch erstmal den desolaten Zustand von US-Soldaten zu sehen bekommt, die aus dem Krieg zurückkommen und ohne Rückhalt und Unterstützung dastehen.
Nach einer Schießerei zeige Saleh ein realistisches Bild von Schwere, Schmerz und Anstrengung und erreiche damit größere Dramatik, als mit bloßem Kugelhagel. Und trotzdem würde kein Mangel an Tempo fehlen. Natürlich würde auch hier das typische Bild der Familie als Motivation gezeigt und Regisseur Saleh das Action-Genre nicht neu erfinden, doch dadurch dass er seinen Figuren keine Superkräfte gebe, sondern ein Gewissen, würde man ihnen näher kommen als in anderen Filmen.
Nicola Scholz meint bei kinomeister.de dass der Film ein klassischer Action-Streifen sei, der eine geradlinige Erzählstruktur aufweise. Zu Beginn fehle Tempo, aber sobald er an Fahrt aufgenommen hätte, würde die Spannung bis zum Ende erhalten bleiben. Hauptdarsteller Chris Pine steche heraus und würde zur Hochform auflaufen. Nicht nur bei den Action-Szenen, sondern gerade auch wenn er seine instabile Seite zeigen würde. Die anderen Darsteller haben meistens nur kurze Auftritte, aber hätten durchaus auch mehr Raum einnehmen dürfen. So bleibe Eddie Marsan in seiner kleinen Rolle aufgrund seiner aufrichtigen Schauspielkunst trotzdem im Gedächtnis. Den unterhaltenden Teil könne der Film nur nicht konsequent halten. Scholz vergibt 6 von 10 Punkten.
Jonas Decker für Prisma schreibt dass The Contractor ein hochkarätig besetzter Verschwörungs-Thriller mit einigen Wendungen und viel Action sei. Für Regisseur Tarik Saleh und Drehbuchautor J.P. Davis sei es die bislang größte Kino-Produktion.